# Curtis Mead
Curtis James Mead (Adelaide, Australia, 6 de octubre de 2000), más conocido como Curtis Mead, es un jugador profesional australiano de béisbol que se desempeña en la posición de segunda base en Tampa Bay Rays, equipo de las Grandes Ligas de Béisbol (MLB).

## Carrera
En 2023, Mead hizo su debut en la MLB con el equipo Tampa Bay Rays, donde lleva jugando dos temporadas.